# 골프 카트

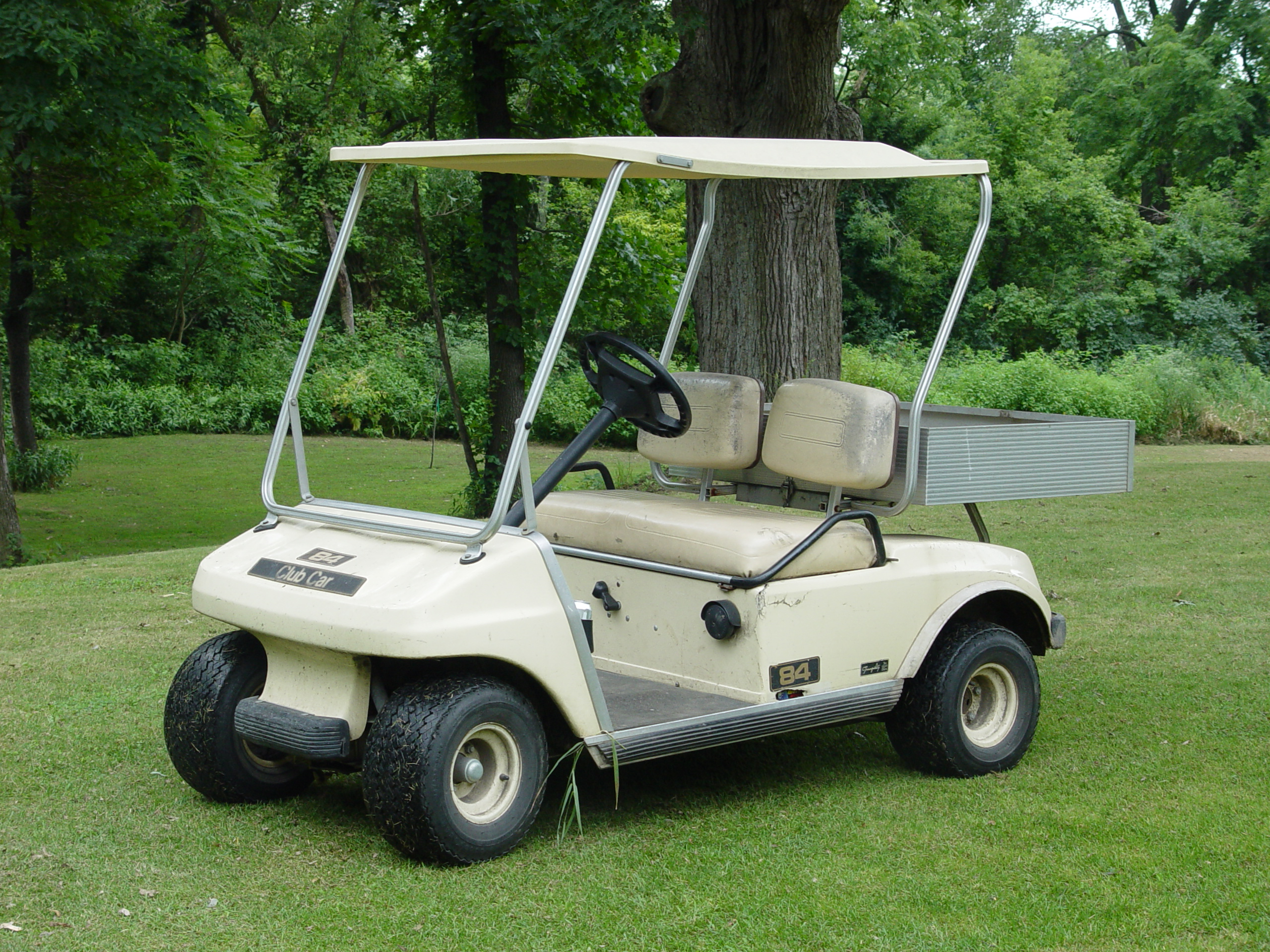
클럽 카가 제조한 골프 카트

골프 카트(영어: golf cart)는 골프장에서 이용되는 전기차이다. 2명의 골프를 치는 사람과 골프백을 나른다.
미국 플로리다주의 더빌리지스는 게이티드 커뮤니티 중 하나로, 거의 모든 인구인 50,000명 이상이 골프 카트를 사용하고 있다.

## 같이 보기
- 저속 전기차
- 전기자동차
- 전기차량